# Charles Leclerc
Charles Marc Hervé Perceval Leclerc (pronunție în franceză [ʃaʁl ləklɛʁ]; n. 16 octombrie 1997, Monte Carlo, Commune of Monaco⁠(d), Monaco) este un pilot de curse monegasc ce concurează în prezent în Formula 1 pentru echipa Ferrari. El a câștigat campionatul de curse GP3 în 2016 și Campionatul de Formula 2 în 2017.
Leclerc și-a făcut debutul în Formula 1 în sezonul din 2018 pentru echipa Sauber, clasându-se la finalul campionatului pe locul 13 și surclasându-l pe colegul său de echipă Marcus Ericsson. Leclerc a semnat un contract cu Ferrari începând cu sezonul din 2019. El a devenit al doilea cel mai tânăr pilot care a obținut un pole position în Formula 1 la Marele Premiu al Bahrainului din 2019. Ulterior în sezon, Leclerc a obținut prima sa victorie în Formula 1 la Marele Premiu al Belgiei din 2019. El a câștigat Pole Trophy (trofeu acordat pilotului cu cele mai multe pole position-uri într-un sezon) în sezonul 2019, devenind cel mai tânăr pilot din istorie și primul pilot non-Mercedes care l-a câștigat de la înființarea trofeului în 2014.
Până la Marele Premiu al Chinei din 2025, Leclerc a obținut 8 victorii și 26 de pole position-uri în cariera sa. El a marcat primul său Grand Slam la Marele Premiu al Australiei din 2022. Leclerc urmează să rămână la Ferrari cel puțin până la sfârșitul sezonului 2026.

## Cariera în Motorsport
| Sezon | Echipă                | Competiție                          | Puncte | Loc clasament general |
| ----- | --------------------- | ----------------------------------- | ------ | --------------------- |
| 2014  | Fortec Motorsports    | Formula Renault 2.0 Alps            | 200    | 2                     |
| 2015  | Van Amersfoort Racing | FIA Formula 3 European Championship | 363.5  | 4                     |
| 2016  | ART Grand Prix        | GP3 Series                          | 202    | 1                     |
| 2017  | Prema Racing          | FIA Formula 2 Championship          | 282    | 1                     |

## Cariera în Formula 1

### Alfa Romeo Sauber F1 Team (2018)
Pe 2 decembrie 2017, a fost anunțat că Leclerc își va face debutul în Formula 1, semnând cu noul renumit Alfa Romeo Sauber F1 Team ca pilot principal pentru 2018, marcând astfel prima apariție a unui șofer monegasc în Formula 1 de la Olivier Beretta în 1994. La Marele Premiu al Azerbaidjanului, o poziție pe locul șase l-a făcut să devină doar al doilea monegasc care a obținut puncte în Formula 1, după ce Louis Chiron a terminat pe podium la Marele Premiu al Principatului Monaco din 1950.
În cele din urmă, Leclerc a fost depășit aproape în totalitate în calificări de coechipierul Marcus Ericsson și a ajuns printre primele 10 calificați în mai multe rânduri, participând la a treia sesiune de calificări. El a terminat, de asemenea, în puncte, în mai multe ocazii, inclusiv multiple locuri 7 în a doua jumătate a sezonului, terminând pe locul 13 în campionat în singurul său sezon pentru echipa anterioară mutării sale la Ferrari.

### Ferrari (2019-prezent)

#### 2019: primul sezon pentru Ferrari

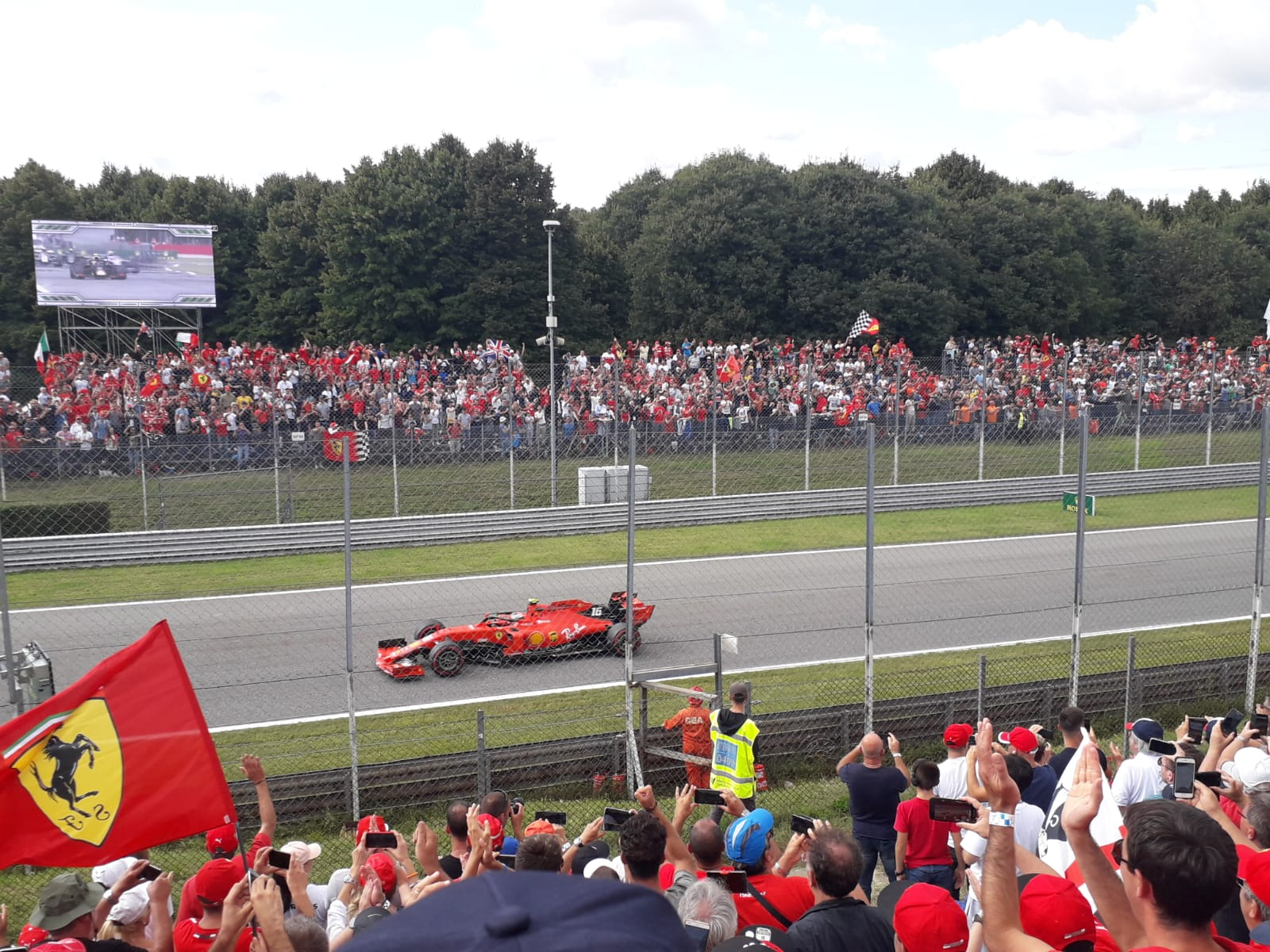
Charles Leclerc în Marele Premiu al Italiei din 2019

La 11 septembrie 2018, Scuderia Ferrari a anunțat angajarea lui Leclerc pentru sezonul 2019, în locul lui Kimi Räikkönen, care a luat locul la Sauber (acum Alfa Romeo). Deși inițial anunțat doar pentru 2019, câteva zile mai târziu, directorul echipei Ferrari, Maurizio Arrivabene, a indicat că contractul lui Leclerc va avea o lungime de patru sezoane, urmând „cel puțin până în 2022”. Leclerc și-a făcut prima zi de probă ca pilot oficial al echipei Ferrari la 28 noiembrie 2018 la Abu Dhabi.
Cu capacitatea sa de a conduce și imensul talent, a devenit cel de-al doilea cel mai tânăr pilot care s-a calificat pe pole position în Formula 1 la Marele Premiu al Bahrainului din 2019. A obținut zece podiumuri în 2019, sezonul în care a obținut cel mai mare număr de pole position, cu șapte starturi în conducere. Leclerc a încheiat sezonul pe locul 4 în campionat cu 264 de puncte, în fața coechipierului Sebastian Vettel. În decembrie, Scuderia Ferrari a anunțat că Charles va fi păstrat până în 2024 și va reprezenta echipa în Formula 1.

#### 2020: un an plin de dificultăți
2020 se anunța un an greu pentru Ferrari după ce echipa nu mai putea folosi motorul din sezoanele precedente ca urmare a unei investigații a FIA. Leclerc a reușit o clasare surprinzătoare pe 2, în prima cursă, însă avea să fie doar o întâmplare. În restul sezonului, mașina nu se comporta după cerințele piloților, astfel că Leclerc reușea ocazional să treacă în Q3 iar podiumurile păreau o țintă prea departe. El a mai reușit un podium (locul 3) în Marele Premiu al Marii Britanii, și alte două locuri 4, în rest, clasări constante în puncte. El a terminat sezonul pe locul 8 cu 98 de puncte.

#### 2021: încercarea de redresare

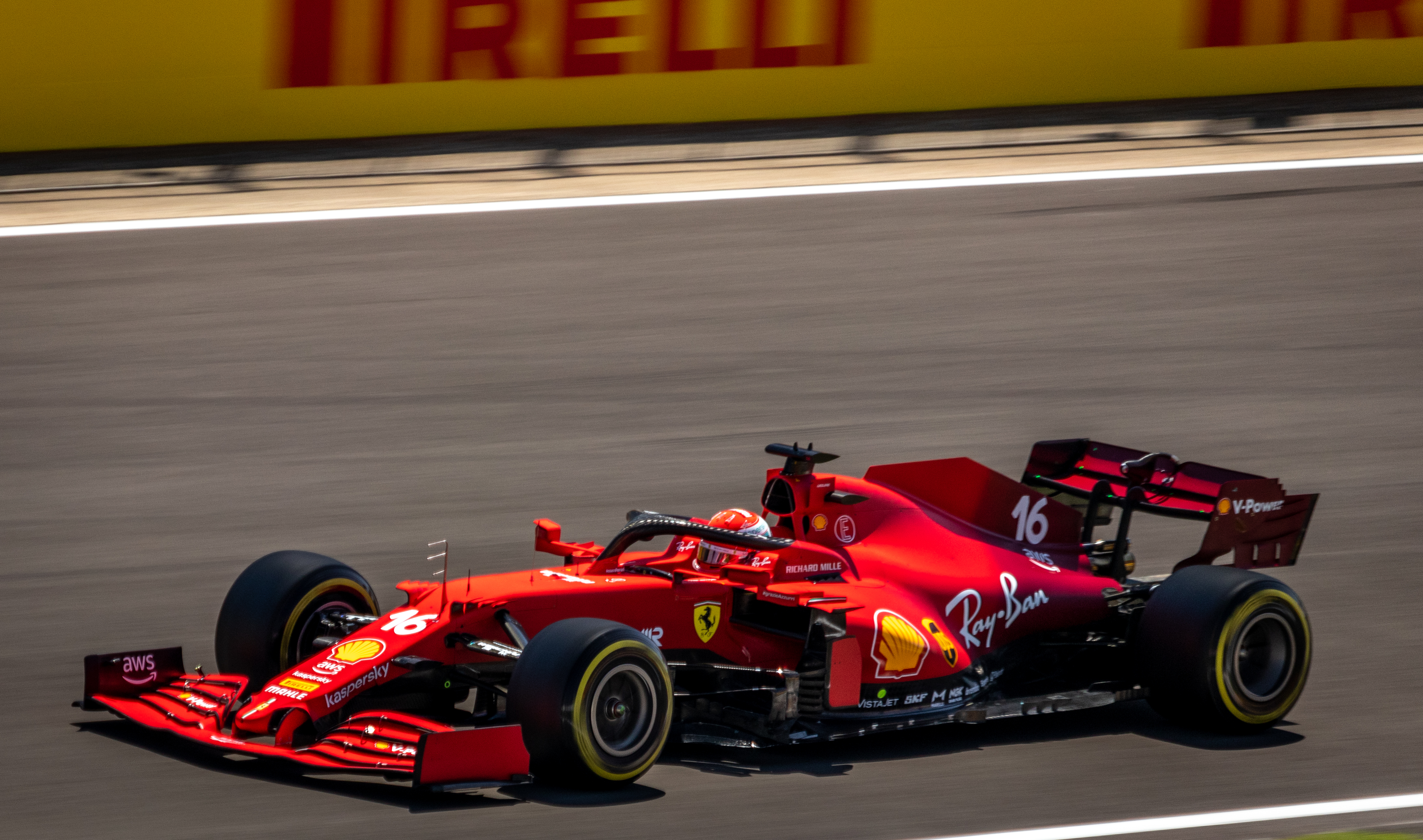
Leclerc în, acolo unde a condus aproape întreaga cursă înainte de a termina pe locul 2.

Leclerc a avut un nou coechipier la Ferrari pentru 2021, cu Carlos Sainz Jr. înlocuindu-l pe Sebastian Vettel, care a semnat cu Aston Martin F1. Leclerc a început Marele Premiu al Bahrainului din 2021 pe locul patru, în spatele lui Valtteri Bottas și a terminat pe locul șase. Apoi a început pe locul patru și, de asemenea, a terminat pe locul patru la Marele Premiu al Emiliei-Romagna, în spatele lui Lando Norris, după ce s-a chinuit să-și mențină ritmul după steagul roșu de la mijlocul cursei. A petrecut jumătate din cursă fără comunicare radio. Leclerc a terminat apoi pe locul șase la Marele Premiu al Portugaliei, care l-a plasat pe locul cinci în clasamentul piloților, deasupra coechipierului său Sainz, care a terminat pe locul 11 în cursă. S-a calificat în pole pentru evenimentul său de acasă - Marele Premiu al Principatului Monaco, în ciuda accidentului din partea finală a calificărilor, dar nu a reușit să înceapă cursa din cauza unei probleme cu arborele de transmisie ce a apărut în drum spre grilă. S-a calificat din nou în pole pentru Marele Premiu al Azerbaidjanului din 2021, terminând ulterior pe locul patru. 
La Marele Premiu al Marii Britanii de la Silverstone, Leclerc s-a calificat pe locul al patrulea, dar a preluat conducerea cursei în turul 1, depășindu-l pe Valtteri Bottas la start și profitând de o ciocnire între rivalii la titlu, Max Verstappen și Lewis Hamilton. Leclerc a menținut conducerea cursei până cu 2 tururi înainte de final, când a fost în cele din urmă prins și depășit de Hamilton, terminând cursa pe locul doi și obținând primul și singurul său podium din 2021. La Marele Premiu al Ungariei, Leclerc a fost lovit din lateral de Lance Stroll în virajul 1 și nu s-a retras din cursă. În Italia, Leclerc a terminat pe locul cinci, promovat pe locul patru după penalizarea lui Sergio Pérez. Leclerc a primit penalizări pe grilă pentru Marele Premiu al Rusiei din 2021 și a început de pe locul 19. A fost în top 5 la un moment dat, dar a căzut pe locul cincisprezece până la sfârșitul cursei după ce a început să plouă spre sfârșitul cursei și a fost ultimul care a ajuns la boxe pentru anvelopele intermediare. În Turcia, Leclerc a terminat calificările pe locul patru, dar a început cursa de pe locul al treilea după penalizările suferite de Lewis Hamilton. În Abu Dhabi, decizia de a intra la boxe sub o mașină de siguranță virtuală s-a dovedit a fi greșită, deoarece Leclerc nu a reușit să compenseze poziția pierdută. Acest lucru a făcut ca el să termine doar pe locul zece. Între timp, coechipierul Sainz a terminat pe locul al treilea, întrecându-l în clasamentul piloților, Leclerc coborând pe locul șapte. Aceasta a marcat prima dată când Leclerc a fost bătut de un coechipier în cariera sa de curse auto.

#### 2022: lupta pentru titlu se încheie prematur

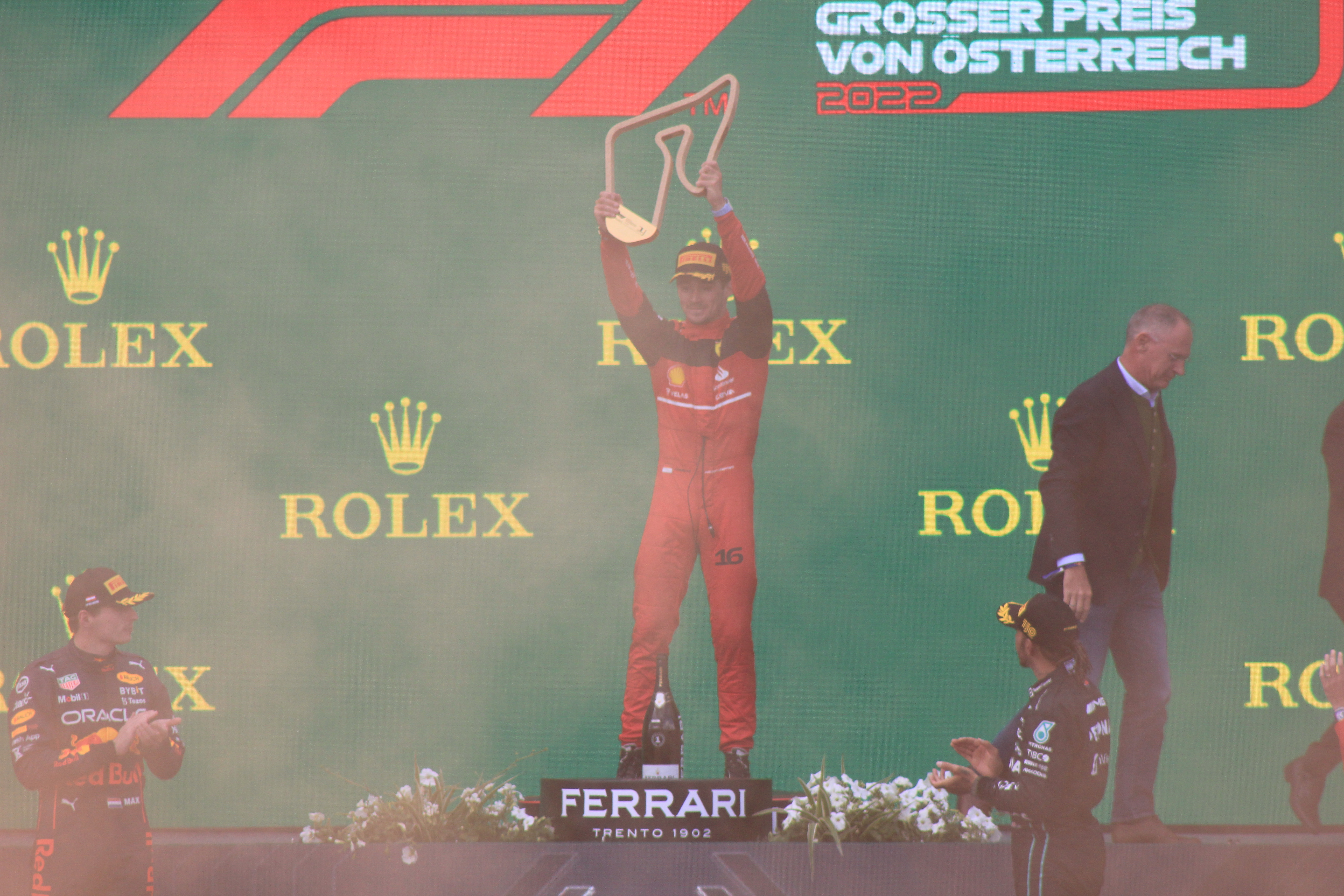
Leclerc pe ultima treaptă a podiumului Marelui Premiu al Austriei din 2022.

Leclerc a luat pole-ul în cursa de deschidere a sezonului, Marele Premiu al Bahrainului din 2022, al zecelea pole din carieră. A câștigat Marele Premiu, prima victorie a sa și pentru Ferrari din 2019 încoace. După ce a terminat pe locul doi în Marele Premiu al Arabiei Saudite din 2022, Leclerc a obținut o victorie dominantă în Marele Premiu al Australiei, obținând de asemenea și primul său grand slam din Formula 1 și primul pentru Ferrari de la Marele Premiu al statului Singapore din 2010. În Marele Premiu al Spaniei, Leclerc a fost la conducerea cursei, la distanță mare față de următorul pilot, când o problemă cu unitatea de putere l-a forțat să se retragă, oferindu-i lui Max Verstappen atât victoria cursei, cât și conducerea Campionatului Mondial. După ce a luat pole position în cursa de acasă de la Monaco, Leclerc a terminat cursa pe locul 4 din cauza unei erori strategice și a unei piste ude. Următoarea cursă din Azerbaidjan l-a văzut pe Leclerc retras din nou din cauza unei defecțiuni la motor, ceea ce l-a plasat pe locul trei în clasamentul piloților în spatele piloților Red Bull, Max Verstappen și Sergio Pérez. Leclerc a terminat apoi pe primul loc la Marele Premiu al Austriei. La Marele Premiu al Franței a ocupat pole position înainte de a ieși din cursă în turul 18, după ce a făcut o greșeală. Leclerc s-a calificat în pole position la cursa de acasă pentru Ferrari din Italia, pe circuitul Monza, dar din cauza deciziei echipei Ferrari de a intra la boxe sub o mașină virtuală de siguranță, a pierdut conducerea în fața lui Max Verstappen de la Red Bull și a încheiat cursa pe locul doi. Leclerc a luat din nou pole position pentru Marele Premiu al statului Singapore, dar a terminat pe locul doi în spatele lui Sergio Pérez, care luase conducerea în primul viraj.
În cursa finală a sezonului 2022, la Marele Premiu de la Abu Dhabi, Leclerc și Pérez s-au confruntat pentru locul doi în Campionatul Piloților, la egalitate de 290 de puncte fiecare. În ciuda faptului că a început cursa de pe locul 3, cu o poziție în spatele lui Pérez, Leclerc și-a depășit oponentul și a terminat pe locul 2 în cursă, asigurându-și atât locul 2 în Campionatul Piloților, cât și locul 2 în Campionatul Constructorilor pentru Ferrari.

#### 2023: un sezon inconstant
În timpul Marelui Premiu al Bahrainului, prima cursă a sezonului 2023, mașina lui Leclerc a suferit probleme tehnice, forțându-l pe pilot să încheie cursa prematur în turul 41. În următoarea cursă, Marele Premiu al Arabiei Saudite, Leclerc a primit o penalizare de zece locuri pe grilă după ce un nou set de electronice de control a fost instalat pe mașina lui, încălcând cota permisă pentru sezon. Începând de pe locul 12 pe grilă, Leclerc a reușit să încheie cursa pe locul șapte în spatele coechipierului său Carlos Sainz Jr.. Leclerc s-a retras pentru a doua oară în trei curse în urma unei coliziuni în turul 1 cu Lance Stroll la Marele Premiu al Australiei. Leclerc a marcat primul pole position al său și a lui Ferrari din sezonul 2023 la Marele Premiu al Azerbaidjanului, însă nu a reușit să îl transforme într-o victorie, deoarece Sergio Pérez a câștigat atât în cursa de sprint, cât și cursa principală. Cu toate acestea, el s-a clasat pe podium la ambele curse.

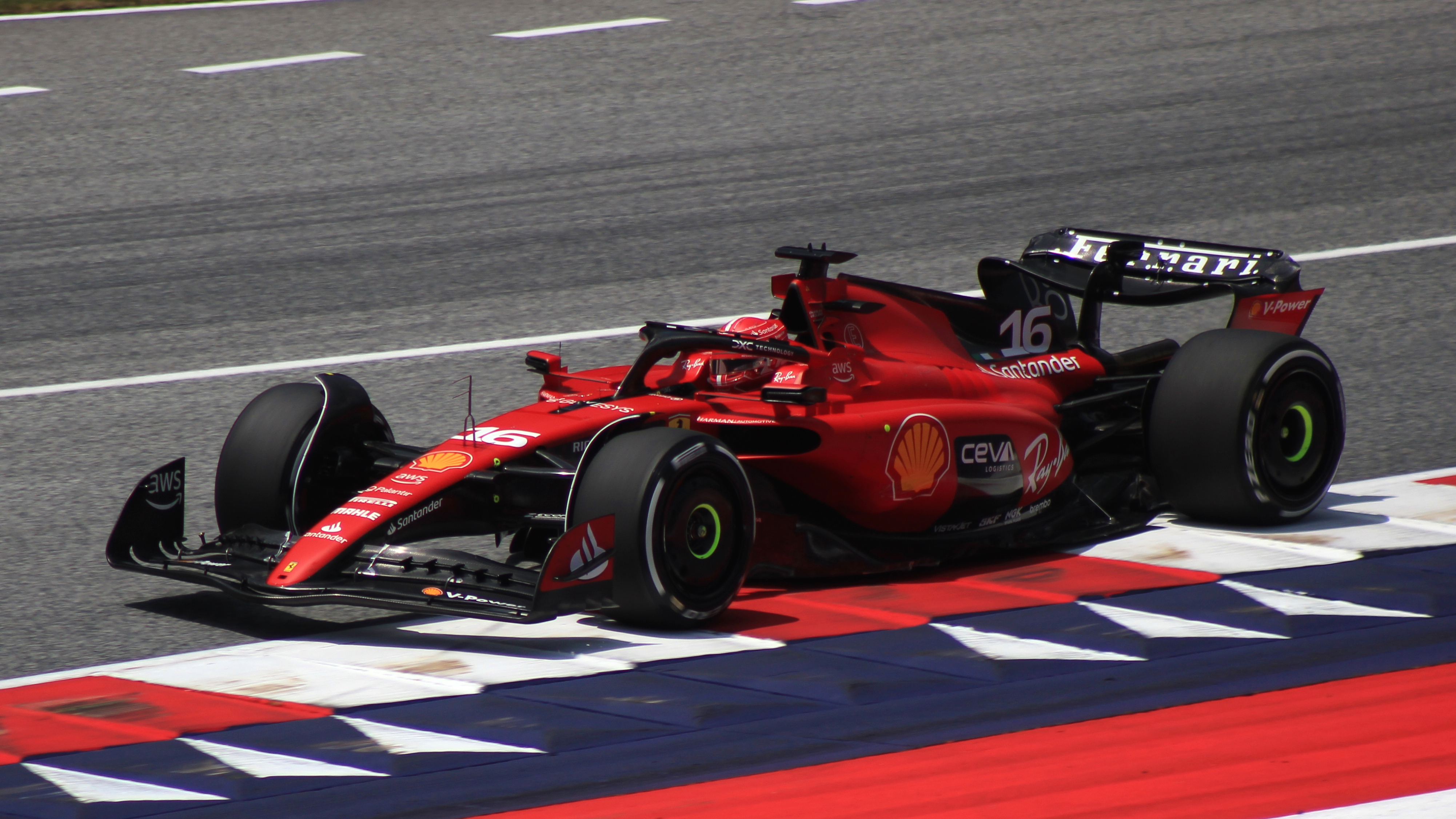
Leclerc în.

În Marele Premiu de la Miami, Leclerc a început de pe poziția a șaptea după ce a avut un accident în Q3. El a terminat cursa pe aceeași poziție. La evenimentul său de acasă, Marele Premiu al Principatului Monaco, s-a calificat pe locul al treilea, dar a început de pe locul al șaselea după ce a primit o penalizare de trei locuri pe grilă pentru încetinirea altui pilot în Q3. În cursă, a terminat pe locul șase. În Spania, s-a calificat pe locul 19 și a început cursa de pe linia boxelor. El avea să termine pe locul 11 în cursă. În Canada, Leclerc s-a calificat pe locul 11 și a început de pe locul zece. Echipa sa a optat să nu intre la boxe în timpul unei perioade sub mașina de siguranță care i-a lăsat pe Leclerc și pe Sainz pe pozițiile a patra și, respectiv, a cincea. Decizia s-a dovedit a fi una inspirată, ambii piloți construind suficient decalaj față de cei din spatele lor pentru a face o oprire la boxe și a reveni în aceleași poziții. Leclerc avea să termine cursa pe locul patru, la mai puțin de cinci secunde în spatele lui Lewis Hamilton, pe locul trei. În Austria a început în spatele lui Verstappen pe prima linie. Leclerc a rămas în spatele lui Verstappen pentru cea mai mare parte a cursei, înainte ca Verstappen să efectueze oprirea obligatorie în turul 24, pe care Leclerc a putut să o valorifice. Acest lucru i-a permis preluarea poziției de lider. În următoarele nouă tururi, Verstappen s-a apropiat de el și l-a depășit cu DRS. Leclerc avea să termine pe locul al doilea în cursă.
Leclerc a obținut al treilea podium al sezonului în cursa principală de la Marele Premiu al Belgiei din 2023, după ce a ocupat pole position în calificări. De asemenea, a obținut un alt pole position la Marele Premiu al Statelor Unite din 2023, dar a terminat pe locul 6 în cursa principală înainte de a fi descalificat împreună cu Lewis Hamilton din cauza unor nereguli ale mașinilor lor. În cursa următoare de la Ciudad de México, Ferrari a ocupat primul rând în calificări, cu Leclerc plecând din pole. Cu toate acestea, în primul viraj al cursei, Leclerc și Pérez s-au ciocnit, punând capăt cursei celui din urmă. Leclerc a continuat pentru a termina pe locul al treilea. În weekendul următor la São Paulo, Leclerc s-a calificat din nou în prima linie, în spatele lui Verstappen. S-a izbit de zidurile de protecție din virajul Ferradura în turul de formare al cursei după o problemă hidraulică, același viraj în care s-a ciocnit și în ediția din anul precedent a cursei.
El a reușit să-și asigure locul 5 în campionat, însă coechipierul său Carlos Sainz Jr. a fost cel care a obținut singura victorie a anului pentru Ferrari, întrerupând șirul perfect de victorii a lui Red Bull.

#### 2024: rezultate îmbunătățite

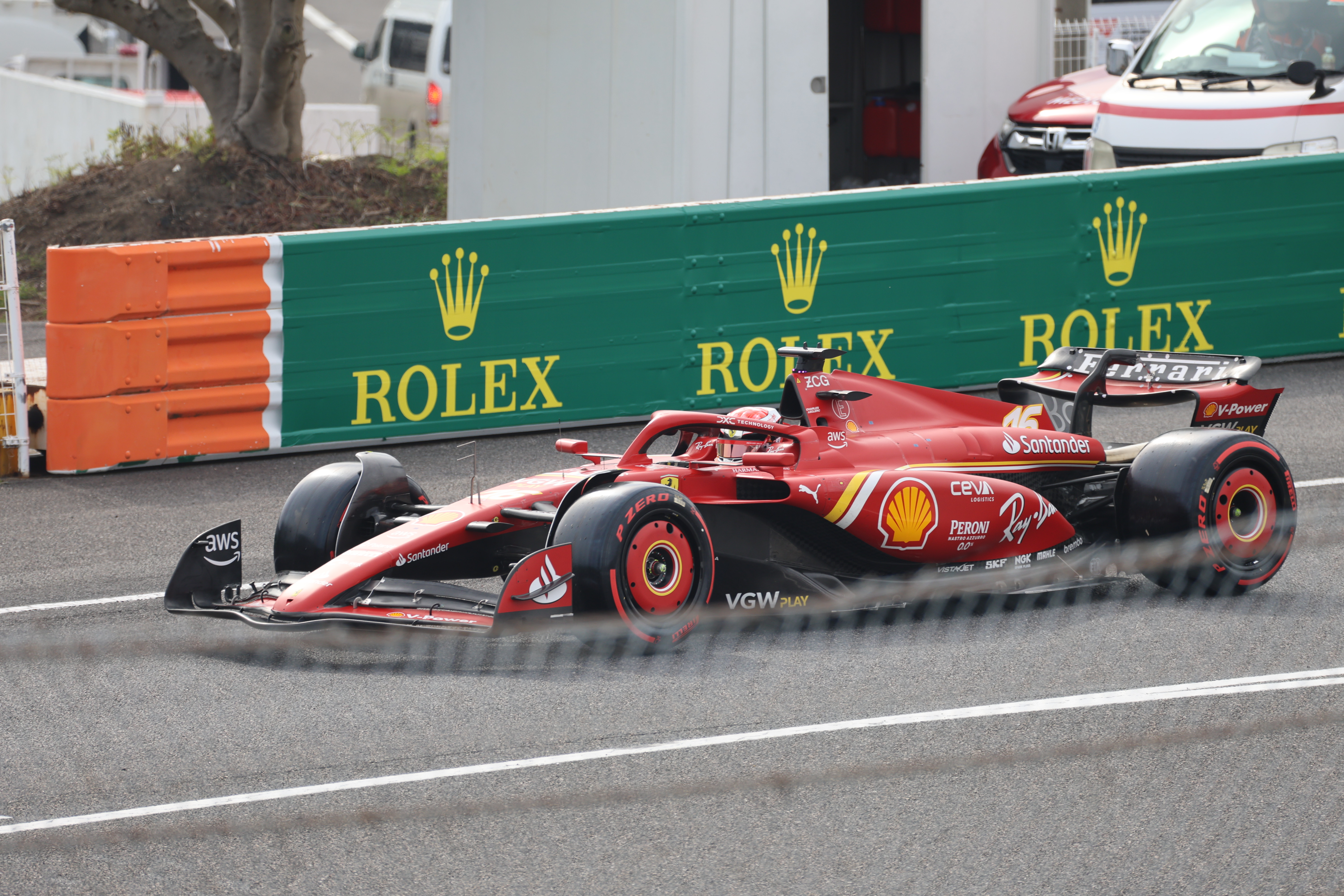
Leclerc în Marele Premiu al Japoniei din 2024

Înaintea sezonului 2024, Leclerc a ales să își prelungească contractul cu Ferrari. Durata contractului nu a fost specificată, deși în comunicatul de presă publicat de Ferrari se afirmă că Leclerc „va purta costumul de curse al Scuderiei Ferrari pentru încă câteva sezoane”.
Leclerc a terminat pe locul patru în cursa de deschidere a sezonului după o luptă cu coechipierul Sainz. El a obținut primul său podium al sezonului la Djedda, în timp ce pilotul junior Ferrari și de Formula 2 Oliver Bearman l-a înlocuit pe Sainz, acesta din urmă intrând în operație din cauza unei apendicite. Leclerc a terminat al doilea în Marele Premiu al Australiei, în spatele coechipierului său, pentru a completa un Ferrari 1-2, primul după cel din 2022 din Bahrain. Leclerc a obținut al treilea și al patrulea podium al sezonului în Miami și Imola, terminând al treilea în ambele ocazii.
Leclerc a câștigat Marele Premiu al Principatului Monaco, cursa sa natală, pentru prima dată în carieră, după ce a plecat din pole position. El a devenit primul monegasc care a câștigat cursa din Monaco de la Louis Chiron în 1931 și pentru prima dată de când evenimentul a devenit parte a Campionatului Mondial de Formula 1. A fost a șasea victorie din carieră până la momentul respectiv. La următoarea cursă, cea din Canada, el și Sainz au fost eliminați în Q2. Ambii piloți nu au reușit să termine cursa pentru prima dată în acest sezon, Ferrari înregistrând primul lor dublu abandon de la Marele Premiu al Azerbaidjanului din 2022.
După o serie de patru curse dezamăgitoare, precum terminarea în afara punctelor în Austria și Marea Britanie, Leclerc s-a calificat pe locul 2 pentru Marele Premiu al Belgiei, dar a fost promovat în pole position din cauza penalizării de 10 locuri primite de Max Verstappen. Leclerc a pierdut conducerea în favoarea lui Lewis Hamilton în turul 2 și, în ciuda unei curse decente, a terminat pe locul 4, în spatele câștigătorului George Russell, Hamilton și Oscar Piastri. Cu toate acestea, după cursă, Russell a fost descalificat din cauza unei ilegalități la mașină, promovându-l pe Leclerc pe locul 3, ceea ce a marcat primul său podium de la victoria din Monaco.

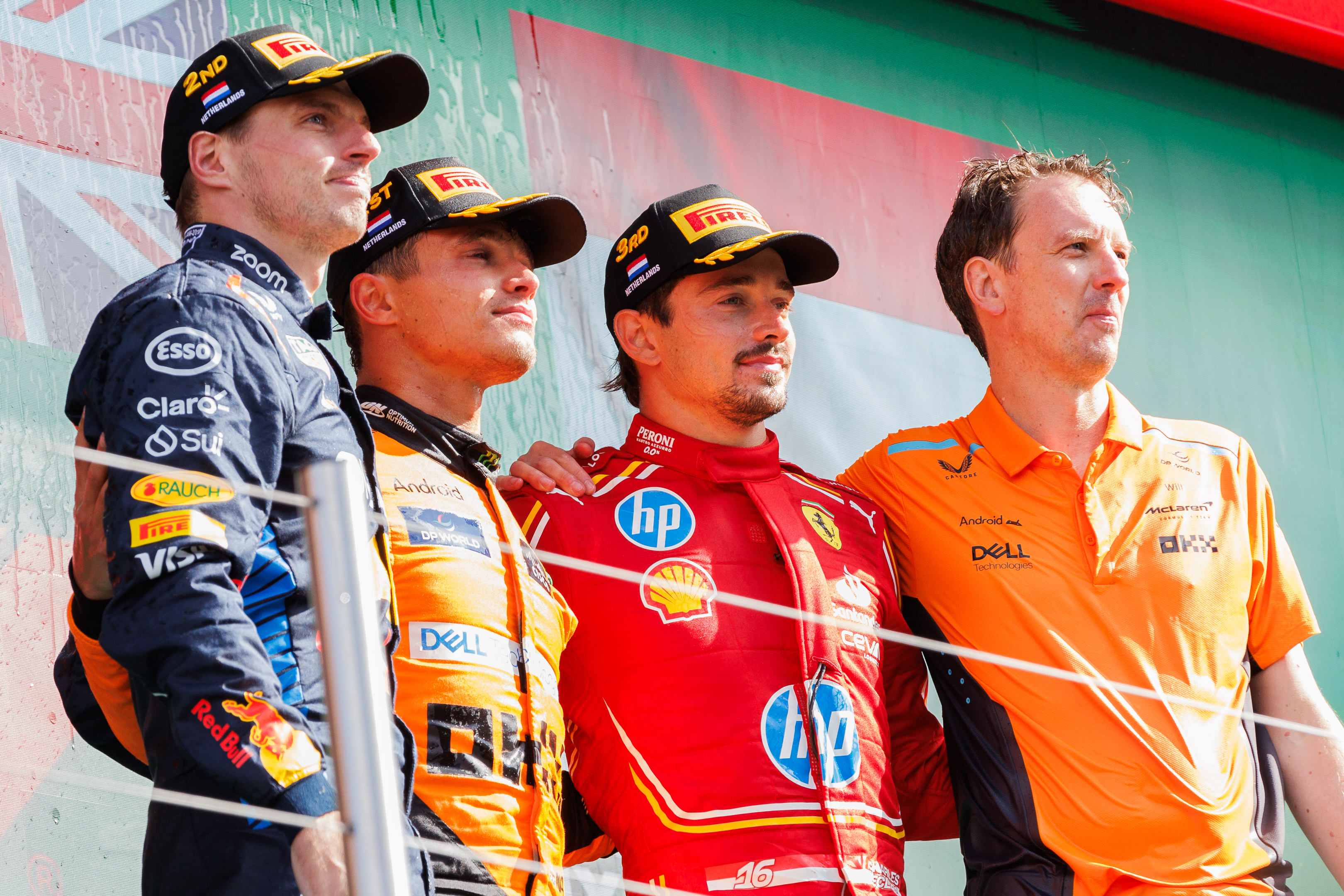
Leclerc (mijloc-dreapta) pe podium la Marele Premiu al Țărilor de Jos din 2024 alături de Max Verstappen (stânga) și Lando Norris (mijloc-stânga)

După ce a salvat un rezultat mediocru în calificări prin obținerea unui podium la Marele Premiu al Țărilor de Jos, după ce a completat o strategie cu o singură oprire, Leclerc a câștigat Marele Premiu al Italiei din 2024, marcând prima victorie de acasă pentru Ferrari de la victoria lui Leclerc în 2019. Leclerc s-a calificat pe primul loc la Marele Premiu al Azerbaidjanului și a fost la conducerea cursei în timpul primului stint, dar Piastri l-a depășit cu ajutorul DRS, iar Leclerc a încheiat cursa pe locul al doilea. În Singapore, Leclerc a terminat pe locul 5 în spatele pilotului Mercedes George Russell. Următoarea cursă, Marele Premiu al Statelor Unite i-a asigurat lui Leclerc a treia victorie a anului, după o luptă dramatică între Norris și Verstappen, lăsându-l pe Leclerc să-i depășească și să asigure un 1-2 pentru Ferrari. Marele Premiu de la Ciudad de México a continuat seria de victorii pentru Ferrari, care a obținut un 1-3 în Mexic, Leclerc terminând al treilea.
Deși Ferrari s-a aflat în luptă pentru titlul la constructori până în ultima cursă, Marele Premiu de la Abu Dhabi, echipa a încheiat sezonul pe locul 2, în spatele lui McLaren, în ciuda unui dublu podium, cu pe locul 3. Leclerc s-a clasat pe locul 3 în campionatul piloților după ce a acumulat în total 356 de puncte.

## Parcurs în Formula 1
| Sezon | Echipă         | Puncte | Poz. |
| ----- | -------------- | ------ | ---- |
| 2024  | Ferrari        | 356    | 3    |
| 2023  | Ferrari        | 206    | 5    |
| 2022  | Ferrari        | 308    | 2    |
| 2021  | Ferrari        | 159    | 7    |
| 2020  | Ferrari        | 98     | 8    |
| 2019  | Ferrari        | 264    | 4    |
| 2018  | Sauber-Ferrari | 39     | 13   |

## Legături externe
- Site web oficial
- Charles Leclerc sumarul carierei pe DriverDB.com